# Meditazione sulla Passione
La Meditazione sulla Passione è un dipinto tempera e olio su tavola (70,5x87 cm) di Vittore Carpaccio, databile al 1500-1510 circa e conservato nel Metropolitan Museum di New York.

## Storia
Non si conoscono le circostanze della commissione né la collocazione originaria dell'opera. La datazione è incerta e viene collocata ai primi anni del Cinquecento. Alcuni ipotizzano che sia leggermente più tarda, dipinta verso il 1510.
L'opera è ricordata per la prima volta nel 1623 nella collezione di Roberto Canonici a Ferrara, come lavoro di Andrea Mantegna suffragato da una firma apocrifa sul cartiglio, sovrapposta a quella di Carpaccio: all'infrarosso si riesce a leggere infatti "Vjctorjs Carpattjj / venettj opus". Si trovava assieme al Cristo morto, sempre di Carpaccio, con il quale ha molti punti in comune.

## Descrizione e stile
Gesù in Pietà è assiso tra i santi Girolamo e Giobbe in un paesaggio brullo, con echi mantegneschi, antonelliani e ferraresi.
La forma e la posa del Cristo morto ricorda le opere belliniane, come la Pietà di Brera, dove non mancano accenti grafici e toni patetici ripresi dall'esempio di Rogier van der Weyden. Gesù è assiso in un trono in rovina con scritte ebraiche sullo schienale, affinancato dai due eremiti in posizione quasi simmetrica. Le scritte in caratteri distorti, riprendono un passo di Giobbe, di cui si riconoscono alcune parole: "con una lacrima", "Israele", "corona". L'iscrizione continua sul blocco di pietra a destra con le parole "Israele", "[Io so] che il mio Redentore vive" (Giobbe 19:25). Si tratta di un chiaro riferimento alla certezza della Resurrezione, sulla quale i due santi sembrano meditare a fianco del corpo morto di Gesù.
Molte sono le allusioni alle prefigurazioni bibliche e alla vanità delle cose umane, come il teschio e le altre ossa o i marmi scheggiati. L'argomento venne forse suggerito dai Sermones di san Lorenzo Giustiniani, dai Dialoghi sull'amore di Dio del beato Paolo Giustiniani o dal Trionfo della Morte del Petrarca.
Il paesaggio è dominato da monti rocciosi di sapore arcaico sulla sinistra e da una veduta campestre, più dolce, sulla destra. Questo contrasto sarebbe l'ennesima allusione al tema del passaggio dalla morte alla vita.